# マンガ (バンド)
マンガ（maNga）は、トルコのバンドである。音楽スタイルは主にメタルとヒップホップの融合に、アナトリアのメロディーや、エレクトロニカの要素を加えたものである。2009年、MTVトルコ（MTV Turkey）によってベスト・ターキッシュ・アクトに選出され、MTVネットワーク・ヨーロッパによってMTVヨーロッパ・ミュージック・アワード2009のベスト・ユーロピアン・アクトに選出された。2010年にはユーロビジョン・ソング・コンテスト2010のトルコ代表に選ばれた。大会では「We Could Be The Same」を歌って、優勝したドイツ代表のレナ・マイヤー＝ラントルートに次いで2位となった。

## 来歴
2001年に結成され、日本語の単語「漫画」から命名された。当初はアンダーグラウンドでの活動が中心であり、他のロックバンドやメタルバンドのカヴァー曲を歌っていた。「Sing your song」音楽コンテストに参加して次点につけたことから世間の注目を集めるようになり、知名度を大きく上げた。音楽マネージャーのハディ・エラッズィ（Hadi Elazzi、GRGDN所属）は彼らに関心を持ち、バンドはソニー・ミュージックエンタテインメントとの契約にこぎつけた。これによって2004年、セルフタイトルの初アルバムが発売され、トルコで大きなヒットとなった。
それ以降、多くの音楽フェスティバルに参加したり、コライ・ジャンデミル（Koray Candemir、Kargo所属）やヴェガ（Vega）、ギョクセル（Göksel）といったトルコの著名なミュージシャンとの共演を実現した。
バンドの音楽の多くは、メンバーたち自身によって作詞・作曲されたものである。作曲の大部分を手がけているヤームルによると、彼らの音楽のジャンルはニュー・メタル、ラップ、ヒップホップなどの音楽を、アナトリアのメロディーと共に「ツボ」の中で混ぜあわせたものであるとしている。
マンガとギョクセルとの共演曲は、100万人近い観客を動員したトルコ映画・スナヴ（Sınav、ジャン＝クロード・ヴァン・ダム出演）に使われている。また、「Bir kadın çizeceksinはコンピューター・ゲーム「FIFA 06」に使用されている。
サクルフェスト（Saklıfest）、パトルジャン（Patlıcan）、ロコフェスト（Rokofest）、ロックンコーク（Rock'n Coke）などの音楽フェスティバルで、立て役者的な存在となっている。2008年4月13日、タルカンとともにロンドンのウェンブリー・アリーナでの公演を行ったが、トラブルによってキャンセルとなった。2009年の12月にはロンドン、02アカデミー・イズリントンにて公演を果たした。
2010年1月12日、トルコの放送局・トルコ・ラジオ・テレビ協会（TRT）は、マンガがユーロビジョン・ソング・コンテスト・2010年大会のトルコ代表に選ばれたことを公表した。ノルウェーのオスロで開かれた大会で、準決勝を首位で通過して決勝に進んだマンガは、決勝では170点を獲得し、首位のドイツに次ぐ2位入賞となった。

## メンバー

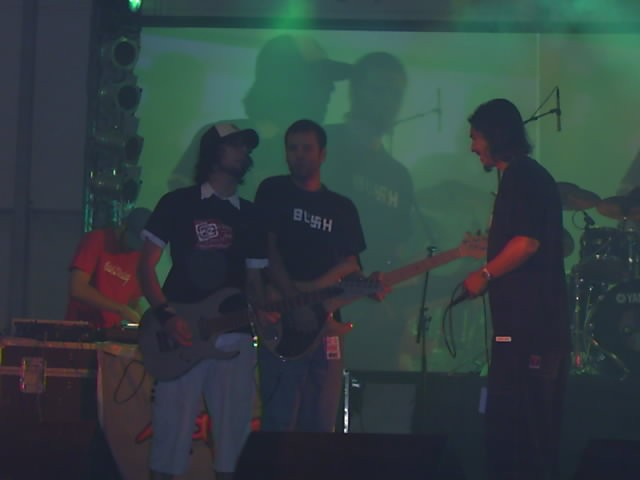
2006年8月13日、ハンガリーのシゲト・フェスティバル（Sziget Festival）にて

### フェルマン・アクギュル
- 本名: イブラヒム・フェルマン・アクギュル（Ibrahim Ferman Akgül）
- 担当: ヴォーカル
- 生年月日: 1979年12月25日

フェルマン・アクギュル（Ferman Akgül）は1979年にアンカラに生まれ、ガズィ大学（Gazi University）建築学部を卒業、マルマラ大学演劇学部にて博士課程に在籍している。ギターの演奏を始めたのが音楽生活の始まりであったが、ソロイストとして各種の音楽グループに属し、数多くのステージをこなしてきた。2002年にマンガに加わる。

### 『ヤムヤム』・ヤームル・サルギュル
- 本名: ヤームル・サルギュル（Yağmur Sarıgül）
- 担当: 電子ギター
- 生年月日: 1979年8月26日

ヤールム・サルギュル（Yağmur Sarıgül）は1979年8月26日にアンタルヤに生まれ、小学校時代からピアノとヴァイオリンの演奏を習っていた。ハジェッテペ芸術学校（Hacettepe University）でピアノを学び、ビルケント大学（Bilkent University）にてヴァイオリンの準備過程を受け、アンカラ・アナドル芸術高等学校でギターを学び、その後ガズィ大学音楽学部にてギターを学んでいる。「Sing Your Song」音楽コンテストでマンガが2位に入賞した際、サルギュルは「最優秀アシスタント・ミュージシャン」に選出された。

### ジェム・バフティヤル
- 本名: ジェム・バフティヤル（Cem Bahtiyar）
- 担当: ベースギター（Yamaha TRB- IIF/Musicman Stingray 5）
- 生年月日: 1979年1月18日

ジェム・バフティヤル（Cem Bahtiyar）は1979年1月18日にデニズリにて生まれた。高等学校でクラシック・ギターを学び、デニズリ芸術学校で音楽課程を修了した。その後アンカラのビルケント大学の学生となる。ギョクセルと共同での製作活動も行っている。

### エフェ・ユルマズ

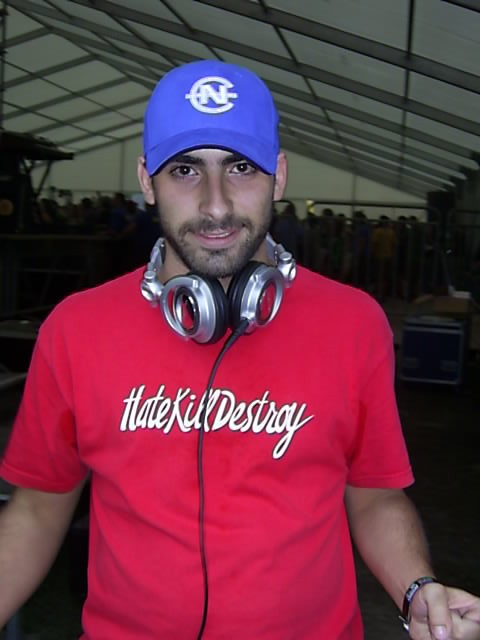
エフェ・ユルマズ。2006年、ハンガリーでのシゲト・フェスティバルにて

- 本名: エフェ・ユルマズ（Efe Yılmaz）
- 担当: ターンテーブル
- 生年月日: 1979年10月3日

エフェ・ユルマズ（Efe Yılmaz）は1979年10月3日にアンカラにて生まれる。自宅に機器を揃えており、幼少の頃よりリミックス制作に馴染んでいた。アメリカ合衆国の南フロリダ大学（University of South Florida）にて計算機工学を学び、その後アナドル大学にてビジネス管理を学んでいる。
使用機器
- Numark ttx turntable
- Stanton scratch master needle
- Stanton SA-12 DJ mixer
- Akai MPC 2000 sampler
- Motu 828 mk2 soundcars
- Mac G4 PowerBook
- Pioneer EFX 500 digital effector
- Custom vynl

### オズギュル・ジャン・オネイ

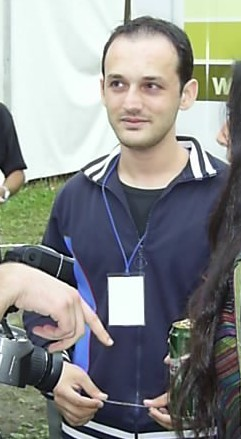
オズギュル・ジャン・オネイ（中央）。2006年、ハンガリーでのシゲト・フェスティバルにて

- 本名: オズギュル・ジャン・オネイ（Özgür Can Öney）
- 担当: ドラム（Pearl elx, Turkish Ziller）
- 生年月日: 1980年6月21日

オズギュル・ジャン・オネイ（Özgür Can Öney）は1980年6月21日にアンカラで生まれ、アンカラ大学で天文学を、アナトリア大学でビジネス管理を、同時に学んでいた。演劇用の楽曲を作曲してきた。格闘技が趣味で、特にキック・ボクシングを好む。

## ディスコグラフィー

### アルバム
| 年     | アルバム | 販売数     | 認定       |
| ------ | --- | ---------- | ---------- |
| 2004年 | maNga - 初のスタジオ・アルバム - 発売: 2004年12月14日 - レーベル: Sony Music / GRGDN - ジャンル: ニュー・メタル、ラップ・ロック、オルタナティブ・ロック | - 100,000+ | - ゴールド |
| 2006年 | MaNga+ - maNgaの再発盤 - 発売: 2006年 - レーベル: Sony Music / GRGDN - ジャンル: ラップメタル、オルタナティブ・ロック                                   |            |            |
| 2009年 | Şehr-i Hüzün - 2枚目のスタジオ・アルバム - 発売: 2009年 - レーベル: Sony Music - ジャンル: ラップメタル、オルタナティブ・ロック                         |            |            |

### 客演
| 年     | アルバム                                                                                  |
| ------ | ----------------------------------------------------------------------------------------- |
| 2005年 | Mutlaka Yavrum - アーティスト: ジェム・カラジャ（）Cem Karaca） - 楽曲名: Raptiye Rap Rap |
| 2006年 | スナヴ（Sınav）サウンドトラック - 楽曲名: Dursun Zaman                                    |

### シングル
| 年   | シングル                   | 最高順位 | 最高順位 | 最高順位 | 最高順位 | 最高順位 | 最高順位 | アルバム     |
| 年   | シングル                   | TUR      | TUR Rock | SWE      | SWI      | UK       | RUS      | アルバム     |
| ---- | -------------------------- | -------- | -------- | -------- | -------- | -------- | -------- | ------------ |
| 2009 | "Dünyanın Sonuna Doğmuşum" | 1        | 1        | —        | —        | —        | 335      | Şehr-i Hüzün |
| 2009 | "Beni Benimle Bırak"       | 2        | 1        | —        | —        | —        | —        | Şehr-i Hüzün |
| 2009 | "Cevapsız Sorular"         | 7        | 2        | —        | —        | —        | —        | Şehr-i Hüzün |
| 2010 | "We Could Be the Same"     | 2        | 5        | 29       | 56       | 129      | —        | TBA          |

## 参加イベント
マンガが参加した主な音楽フェスティバル等
- 7th ODTÜ Rock Festival, 2002, Turkey
- Avrupa Genclik Festivali, 2002, Turkey
- Tuborg Rock Festival, 2004, Turkey
- RockIstanbul, 2004, Turkey
- Ereğli Festivali, 2005, Turkey
- Rock'n Coke, 2005, Turkey
- Rock 'N Live, 2005, Turkey
- Ankara Saklifest, 2006, Turkey
- Ankirockfest, 2006, Turkey
- Rokofest (series of a festival), 2006, Turkey
- Sziget, 2006, Hungary
- Patlican, 2007, Turkey
- İTÜ Spring Fest, 2009, Turkey
- Rock'n Coke, 2009, Turkey
- Çukurova University Fest, 2009, Turkey
- Gazi University Fes, 2009, Turkey
- Rock the Balkans 2009, Bulgaria
- Bilkent University Mayfest 2010, Turkey
- Eurovision Song Contest 2010, Norway

## 受賞歴
- 2005: POPSAV Ödülleri[19]
  - Best rock band
  - Best video
- 2005: Hürriyet Altin Kelebek Ödülleri (Golden Butterfly Awards)[20]
  - Best Newcomer Band
- 2006: MÜYAP Ödülleri[21]
  - Gold Disc for the album maNga
- 2009: MTV Turkey
  - Best Turkish Act[22]
- MTV Europe Music Awards [23]
  - 2009: Best Turkish Act (Won)
  - 2009: Best European Act (Won)
- 2010: Eurovision
  - Ranked in 2nd place, with the "We could be the same"

## その他
マンガは、アシュク・ヴェイセル（Aşık Veysel）の詩「Kara Toprak」のための音楽を作り、後に全く新しい歌詞を付けて「Dursun Zaman」となった。

## トルコ国外での活動
2006年8月13日、トルコのロック・バンドとして初めてハンガリー・ブダペストのシゲト・フェスティバル（Sziget Festival）に参加した。また同じ年に、オランダ、ドイツでもコンサートを行っている。2008年4月13日にはタルカンとともにロンドンのウェンブリー・スタジアムで公演を行っている。マンガとタルカンは2009年12月4日にもロンドンの02アカデミー・イズリントン（O2 Academy Islington）で公演している。